# Marianne Beth
Marianne Beth (Viena, 6 de março de 1889 — Nova Iorque, 19 de agosto de 1984) foi uma advogada, jurista e feminista austríaca. Em 1921, Beth tornou-se a primeira mulher da Áustria a concluir um doutoramento em Direito.

## Biografia
Beth nasceu em uma família burguesa de Viena, sendo filha de Marianne Weisl. Seu pai era um advogado. Em 1906, casou-se com o teólogo Karl Beth, de Berlim, e converteu-se do judaísmo para o protestantismo.
Em 1908, Beth queria ela mesma estudar Direito, mas na época isso não era permitido para mulheres de Viena. Então optou por estudar o Orientalismo, concluindo um doutorado sobre Línguas orientais. Em 1919, as regras foram alteradas, permitido que se matriculasse para estudar Direito. Em 1921, tornou-se a primeira mulher a concluir um doutorado em Direito em seu país. A partir de 1928, foi ativa na prática da advocacia.
Beth escreveu frequentemente sobre questões envolvendo as mulheres e foi autora de um manual jurídico denominado "O direito da mulher", de 1931. Também foi co-fundadora da Organização das Mulheres Austríacas.
Quando a Alemanha Nazista anexou a Áustria em 1938 (Anschluss), seu nome foi removido do registo de advogados e Beth e seu marido emigraram para os Estados Unidos. De 1939 a 1942, lecionou sociologia na Reed College, em Portland, Oregon.

### Nota
- Este artigo foi inicialmente traduzido, total ou parcialmente, do artigo da Wikipédia em inglês cujo título é «Marianne Beth», especificamente desta versão.